# Киткі-Єлга
Киткі́-Єлга́ (рос. Кытки-Елга, башк. Ҡытҡыйылға) — присілок у складі Татишлинського району Башкортостану, Росія. Входить до складу Нижньобалтачевської сільської ради.
Населення — 117 осіб (2010; 137 у 2002).
Національний склад:
- башкири — 95 %

Стара назва — Китки-Єлга.